# Amministrazione apostolica delle isole Kinmen o Quemoy e Matsu
L'amministrazione apostolica delle isole Kinmen o Quemoy e Matsu è una sede della Chiesa cattolica a Taiwan. Nel 2019 contava 240 battezzati su 150 336 abitanti. È retta dall'arcivescovo Thomas Chung An-zu.

## Territorio
L'amministrazione apostolica comprende gli arcipelaghi delle isole Kinmen (dette anche Quemoy) e Matsu.
Sede dell'amministrazione apostolica è la città di Jincheng, sull'isola di Kinmen maggiore, presso la chiesa parrocchiale del Sacro Cuore di Gesù.
Il territorio è suddiviso in 2 parrocchie.

## Storia
Il 25 settembre 1968 papa Paolo VI stabilì che venisse affidata in amministrazione apostolica la porzione di territorio della diocesi di Xiamen che si trovava nella giurisdizione della Repubblica di Cina (Taiwan); non si trattò però di una vera e propria erezione, in quanto tale territorio era ed è tuttora considerato parte integrante della diocesi di Xiamen.
Tale amministrazione fu affidata dal 1968 al 1970 a Philip Côté, vescovo di Xuzhou, la cui sede nella Repubblica Popolare Cinese era impedita; poi, dal 1970 al 1980, al sacerdote Alfons Van Buggenhout, amministratore apostolico della diocesi di Datong, che si trovava nella stessa situazione.
Dal 14 settembre 1981 è stata affidata agli arcivescovi di Taipei.

## Cronotassi degli amministratori apostolici
Si omettono i periodi di sede vacante non superiori ai 2 anni o non storicamente accertati.
- Philip Côté, S.I. † (25 settembre 1968 - 16 gennaio 1970 deceduto)
- Alfons Van Buggenhout, C.I.C.M. † (13 febbraio 1970 - 15 settembre 1980 dimesso)
- Matthew Kia Yen-wen † (14 settembre 1981 - 11 febbraio 1989 dimesso)
- Joseph Ti-kang † (11 febbraio 1989 - 9 gennaio 2004 ritirato)
- Joseph Cheng Tsai-fa † (9 gennaio 2004 - 9 novembre 2007 ritirato)
- John Hung Shan-chuan, S.V.D. (9 novembre 2007 - 23 maggio 2020 ritirato)
- Thomas Chung An-zu, dal 23 maggio 2020

## Statistiche
L'amministrazione apostolica nel 2019 su una popolazione di 150.336 persone contava 240 battezzati, corrispondenti allo 0,1% del totale.
| anno | popolazione | popolazione | popolazione | presbiteri | presbiteri | presbiteri | presbiteri                | diaconi | religiosi | religiosi | parrocchie |
| anno | battezzati  | totale      | %           | numero     | secolari   | regolari   | battezzati per presbitero | diaconi | uomini    | donne     | parrocchie |
| ---- | ----------- | ----------- | ----------- | ---------- | ---------- | ---------- | ------------------------- | ------- | --------- | --------- | ---------- |
| 2019 | 240         | 150.336     | 0,2         |            |            |            |                           |         |           |           | 2          |